# مورلبوک
شهر مورلبوک (به فرانسوی: Merelbeke) در شهرستان گان  در استان فلاندری شرقی  در منطقه فلاندری در کشور بلژیک واقع شده‌است.